# SS Californian
SS Californian – parowiec armatora Leyland Line, zbudowany przez stocznię Caledon Shipbuilding & Engineering Company w Dundee (Szkocja). W eksploatacji od 26 listopada 1906 roku. Najczęściej używany był do przewozu bawełny. Zatopiony 9 listopada 1915 r. przez niemieckiego U-Boota SM U-35, 98 km na zachód od przylądka Tajnaron, w Grecji. Związany z zatonięciem "Titanica" w kwietniu 1912 roku.  

## Kontrowersje z RMS Titanic
SS „Californian” jest przede wszystkim znany w kontekście zatonięcia w nocy z 14 na 15 kwietnia 1912 r. luksusowego statku pasażerskiego RMS Titanic w jego dziewiczej podróży przez Atlantyk. 
W trakcie dochodzenia w sprawie tej katastrofy ustalono, że podobno światła statku widocznego z pokładu tonącego "Titanica" miały należeć do „Californiana”, w tym czasie pod dowództwem kapitana Stanleya Lorda, w rejsie z Londynu do Bostonu. Odnaleziony w 1985 roku wrak „Titanica” sugerował, że w chwili tonięcia "Titanic" znajdował się 20 mil od „Californiana”, a z takiej odległości nie można było dostrzec jego świateł pozycyjnych.